# Тримаймо стрій! (монета)
«Трима́ймо стрій!» — пам'ятна монета номіналом 5 гривень, випущена Національним банком України, присвячена незламності українських військових. Це заклик до єднання на всіх найгарячіших ділянках протистояння, де триває боротьба України. Ця пам'ятна монета символізує єдність, міцність та мужність українських захисників, які зі зброєю в руках вдень і вночі стоять на захисті свободи України.
Монету введено в обіг 24 лютого 2025 року. Вона належить до серії «Інші монети».
Введення в обіг припало на 3-тю річницю повномасштабного вторгнення Російської Федерації в Україну.

## Опис монети та характеристики
| Номінал грн | Метал      | Маса, г | Діаметр, мм | Якість виготовлення       | Гурт     | Тираж, штук |
| ----------- | ---------- | ------- | ----------- | ------------------------- | -------- | ----------- |
| 5           | нейзильбер | 16,54   | 35,0        | спеціальний анциркулейтед | рифлений | 50 000      |

### Аверс

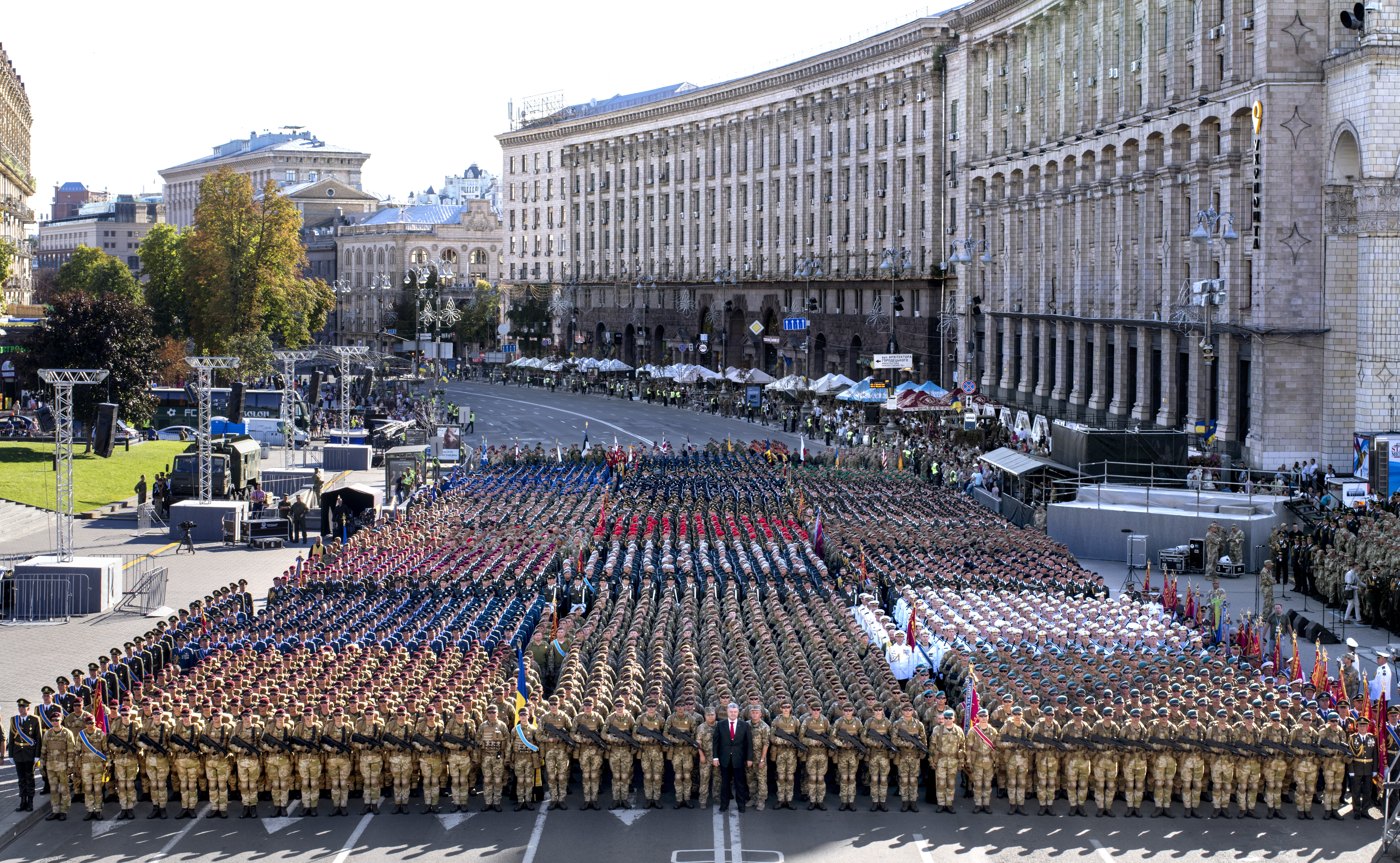
Стрій українських військових під час підготовки до параду 2018 року

На аверсі монети на дзеркальному тлі зображено українських захисників, які поєднали руки в колективному рукостисканні в колі єдності. Ця композиція підкреслює згуртованість перед боєм, готовність до захисту рідної землі. На задньому тлі схематично зображено топографічну мапу місцевості з позначеними на ній лініями оборони і напрямками бойових дій, що візуально нагадують тризуб. Праворуч розміщено напис «УКРАЇНА», номінал «5» та графічний символ гривні, рік карбування «2025» і малий Державний Герб України. Ліворуч зазначено логотип Банкнотно-монетного двору Національного банку України.

### Реверс
На реверсі монети продовжено тематику аверсу — зображені воїни, які впевнено йдуть уперед. У верхній частині монети півколом розміщено напис «ТРИМАЙМО СТРІЙ» та стилізовані зображення військового гелікоптера, літака і безпілотника, що уособлюють силу та міць українського війська. За спинами воїнів — надійний тил, представлений силуетами цивільних людей, які щоденно працюють, допомагають і донатять заради спільної перемоги.

Весь тираж 50000 монет було випущено у сувенірних упаковках
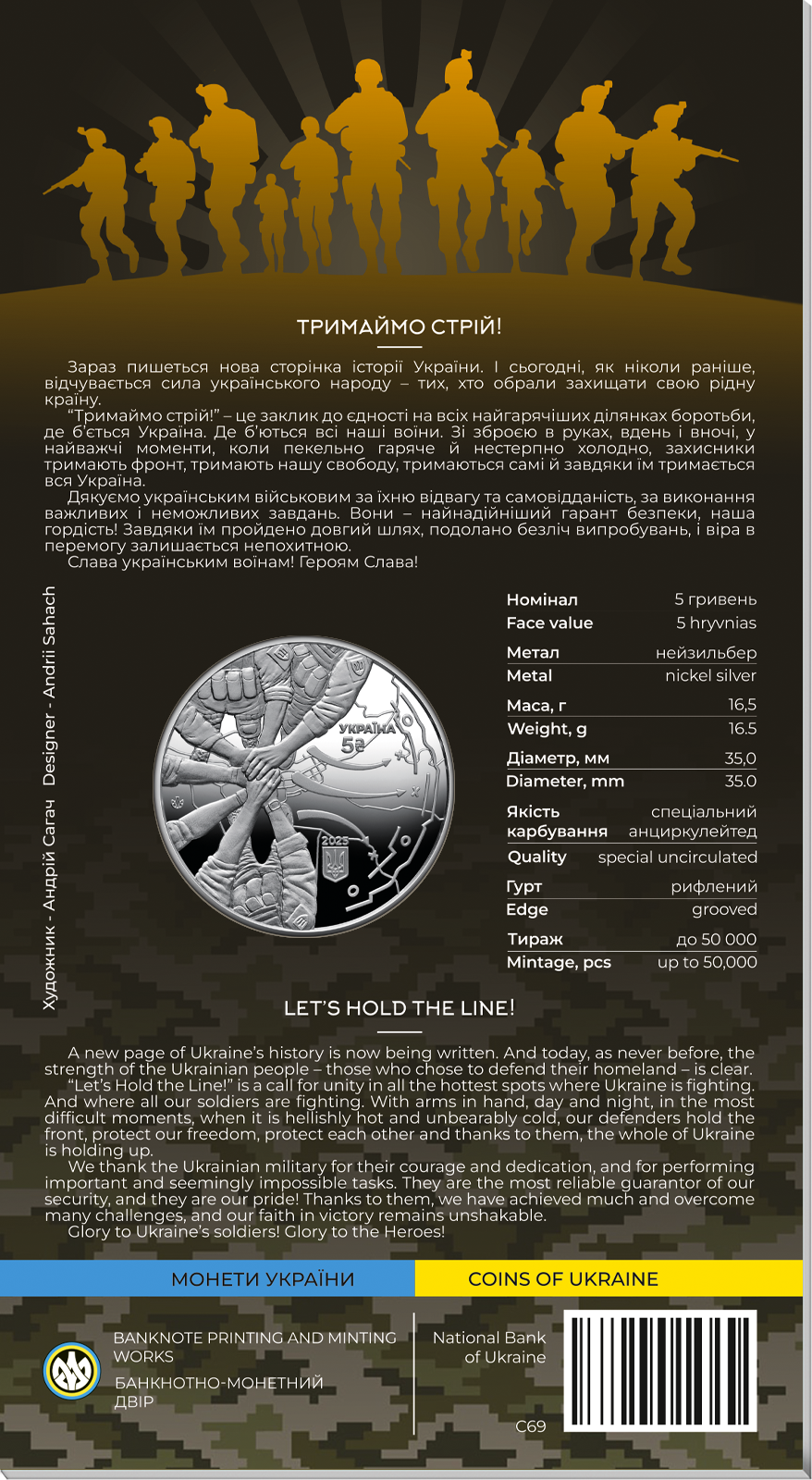
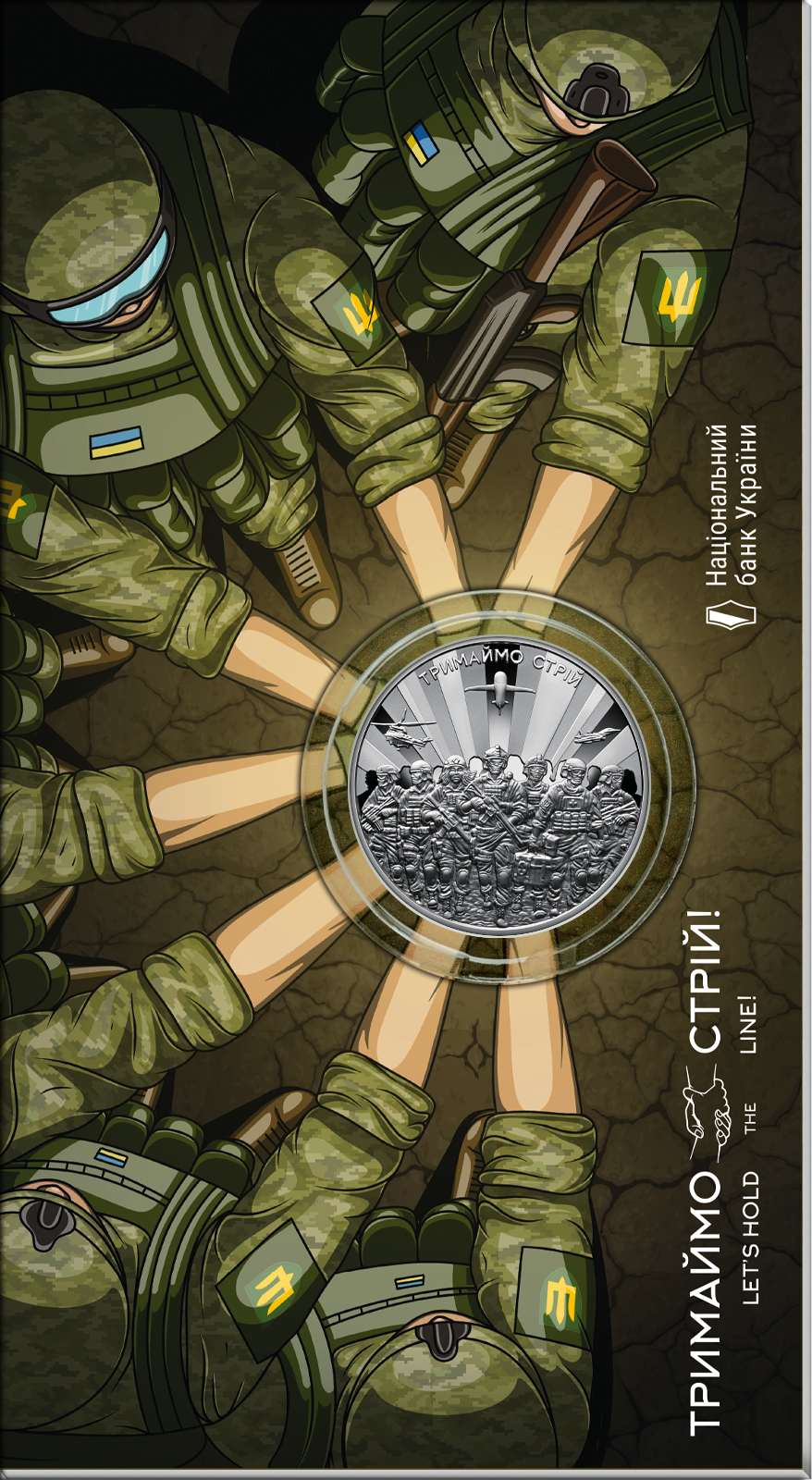

## Автори
- Художник — Сагач Андрій.
- Скульптори: Атаманчук Володимир, Демяненко Анатолій.

## Вартість монети
Під час введення монети в обіг 2025 року, Національний банк України реалізовував монету за ціною 176 гривень.
Фактична приблизна вартість монети, з роками змінювалася так:
| Рік       | 2025 | 2026 | 2027 |
| --------- | ---- | ---- | ---- |
| Ціна, грн | 410  |      |      |